# Пролетарский канал
Пролетарский канал — ирригационный канал в Ростовской области России. Ответвляется от Донского Магистрального канала и проложен в долине Маныча вдоль Весёловского водохранилища. Заканчивается в городе Пролетарске. Длина канала составляет 83 км. Создан для подвода воды из Дона в восточную часть долины Маныча с целью орошения земель.

## География
Пролетарский канал ответвляется от Донского магистрального канала на восток в двух километрах от впадения последнего в Весёловское водохранилище. В том же месте на запад ответвляется Садковский канал. На канале расположены населённые пункты Новосадковский (за ним канал поворачивает на юго-восток), Сухой, Наумовский, Харьковский 2-й, Харьковский 1-й, Будённовская, Привольный. Заканчивается в Пролетарске.